# Arctornis submarginata
Arctornis submarginata är en fjärilsart som beskrevs av Walker 1855. Arctornis submarginata ingår i släktet Arctornis och familjen tofsspinnare. Inga underarter finns listade i Catalogue of Life.